# Castelvecchio di Compito
Castelvecchio di Compito è una frazione del comune italiano di Capannori, nella provincia di Lucca, in Toscana.

## Geografia fisica
Il paese si divide in due agglomerati: il più antico è posto sulla cima di una collina; il più moderno è situato ai piedi della stessa. Fa parte del comprensorio del Compitese e confina con Colle di Compito, l'alveo del lago di Bientina e il comune di Buti. In questa frazione risiedono circa 700 abitanti.

## Storia

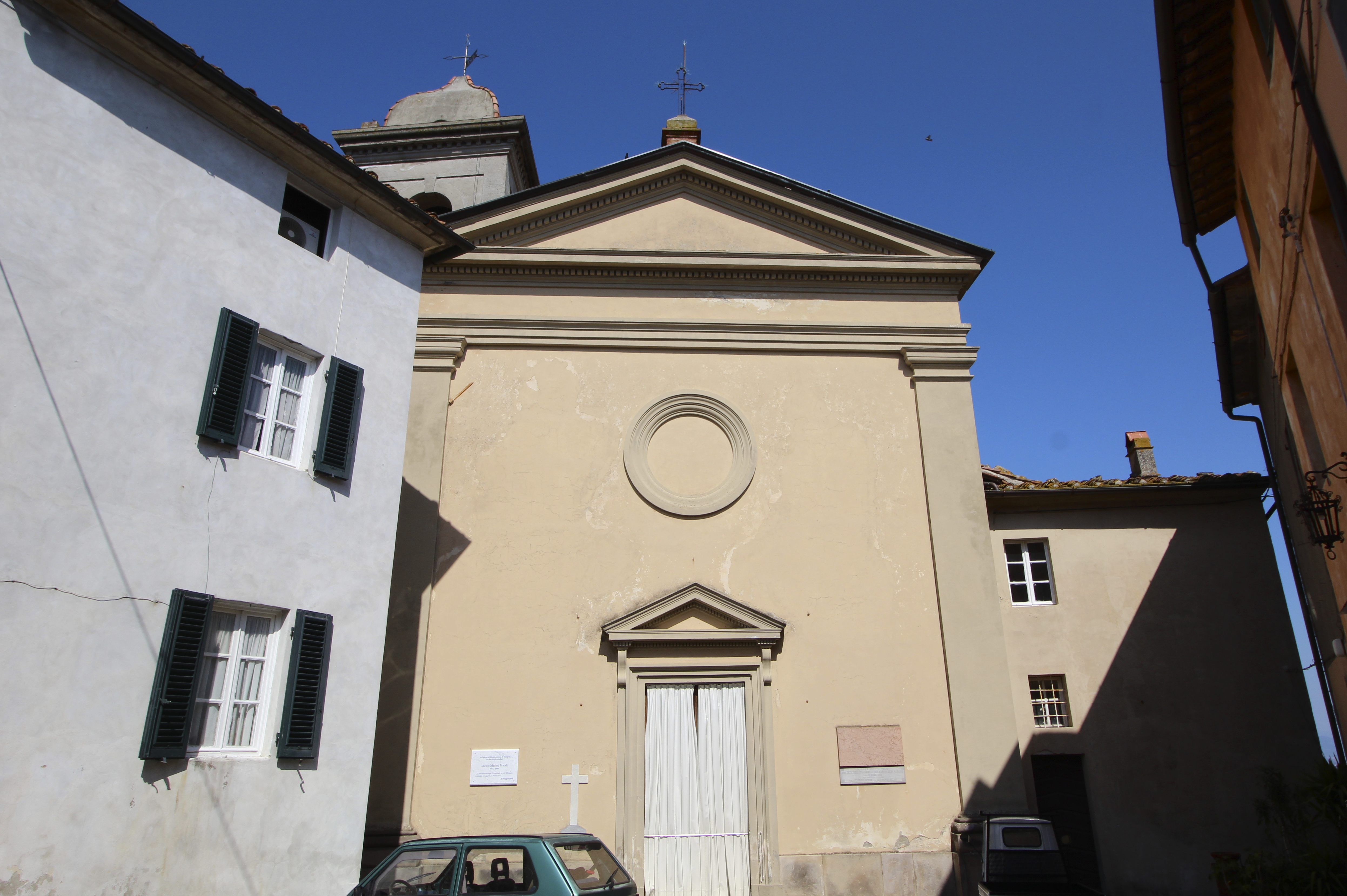
La facciata della chiesa di Sant'Andrea

Le origini di Castelvecchio risalgono più o meno ai tempi delle invasioni barbariche, che nella regione del Compitese provocarono l’abbandono di molte case rurali. La popolazione dovette trovare riparo in quota, raggruppandosi in piccoli villaggi. Grazie alle bonifiche videro la luce tante nuove fattorie e la popolazione aumentò considerevolmente. Fu quindi fondata l'abbazia di San Salvatore di Sesto, che esercitava un prestigio così notevole, da esigere tasse e dazi fino alla Corsica. In quel periodo erano circa 2000 le proprietà agricole che pagavano contributi all'abbazia.
Il castello e l'abbazia vennero danneggiati durante un'incursione armata dei pisani nel 1313. La fortezza fu in seguito ricostruita grazie agli investimenti profusi dalla Repubblica di Lucca per volere del generale Castruccio Castracani. Castelvecchio nei secoli successivi restò un borgo strategico importante, per via della posizione di confine nei territori contesi tra Lucca, Firenze e Pisa.

## Monumenti e luoghi d'interesse
- La chiesa parrocchiale della frazione è situata a Castelvecchio Alto, ed è intitolata a Sant'Andrea; ebbe origine intorno all'anno 1000, quando venne fondata dai frati del monastero adiacente. Una seconda chiesa si trova a Castelvecchio Basso ed è dedicata a San Giuseppe.

- Tra Castelvecchio di Compito e il padule contiguo è ubicata l'Oasi del Bottaccio, un'area umida protetta di estrema, gestita dal WWF. Nella zona facente parte dell'oasi si trova una boscaglia planiziale e uno spazio adibito al birdwatching.
- Badia di Sesto o Abbazia di San Salvatore di Sesto. Attualmento in grave stato di abbandono, di proprietà della famiglia Gabin. Rimane in piedi solo la torre campanaria, inserita nel corpo dell'edificio principale.[4]

## Infrastrutture e trasporti
A Castelvecchio esisteva in passato una fermata della ferrovia Lucca-Pontedera. La strada ferrata restò danneggiata durante la seconda guerra mondiale e non fu mai più ripristinata.
Lungo la Via di Tiglio passa un autobus Autolinee Toscane direzioni Pontedera e Lucca